# Anulus tendineus communis
De anulus tendineus communis of annulus van Zinn is een trechtervormige ring rondom de canalis opticus en het onderste gedeelte van de fissura orbitalis superior. Hij wordt gevormd door de aanhechtingspezen van de vier rechte spieren van het oog.

## Rechte oogspieren
- Musculus rectus medialis
- Musculus rectus lateralis
- Musculus rectus superior
- Musculus rectus inferior

## Schuine oogspieren
- Musculus obliquus superior bulbi
- Musculus obliquus inferior bulbi